# 戦時民事特別法廃止法律
戦時民事特別法廃止法律（せんじみんじとくべつほうはいしほうりつ、昭和20年12月20日法律第46号）は、戦時民事特別法の廃止に関する日本の法律である。
1945年12月20日に公布された。第89期帝国議会で制定された。当法律の附則には、廃止されてもなお効力を有する条文が規定されている。以後、その中のいくつかの規定は別個の法律に繰り入られ、新設されていったが、2019年現在でもなお効力を有する条項が存在している。

## 制定

### 立法主旨
戦時民事特別法（以下、旧法という。）は、第二次世界大戦時という非常事態における民事事件等の特例を定めたものであったが、ポツダム宣言受諾による終戦に伴い、司法制度の戦時態勢を平時態勢に復帰させるため全面的に廃止することとなった。しかし旧法の規定の中で特にやむを得ない規定に限っては暫定的に効力を有することとするため附則にその範囲を規定することとし、政府提出法案として当法案を議会に付託した。

#### 特にやむを得ない規定
上記で述べた特にやむを得ない規定について政府はいくつかに分類している。

##### 物資の供給不足による規定
第一に、戦時における用紙等の物資が供給不足になることを原因とした規定である。これについて政府は、当法案が制定されるに至った終戦直後という物資の供給不足が甚だしい現状から鑑みて、戦時中とそれほど環境が異なるわけでもないため、当分の間なお効力を有することとした。この規定に該当する規定として、第3条の裁判所が官報及び新聞紙をもって公告をすべき場合について、新聞紙等に於ける公告を取止める規定、第20条の裁判所のなすべき登記事項に関する公告を取り止める規定、第21条の登記簿、謄本又は抄本の交付に代わりに登記事項に変更がないことの証明書を作成することができる規定、第22条の登記簿の作成、登記申請等に関する簡易な手続を定める規定があげられる。

##### 戦時特例の性質以外の規定
第二に、旧法内には必ずしも戦時の特例としての役割ではない規定である。これらは、かねてから事務取扱の経験上において立法を要望されていた事項中特に緊急なものに対して、戰時非常時に適合させるための民事法改正を機会に旧法中に規定されたものである。この規定に対し政府は戦時中よりも終戦後の当時において一層期待されるものと考え、その後恒久的な立法とすることを考慮して、その間の前後関係を欠くことのないよう、恒久的な立法が為されるまで当分の間なお本法の規定を有効とすることとした。当規定に該当するものとして、第14条から第19条までに規定されている民事調停に関する規定があげられる。

##### 経過措置等の規定
第三に、旧法の廃止に伴う立法技術上考慮すべき経過措置の規定である。当規定に該当するものとして、第20条の裁判所のなすべき登記事項に関する公告を取り止める規定に関連する戦時民事特別法中改正法律（昭和20年法律第9号）附則第3項の改正法の施行前に登記した事項で広告がないものについて改正法施行の時をもって登記の時とみなす規定（第5章（第20条ないし第22条）は当改正法によって追加されたものである。）、第11条第1項の規定による強制執行の停止、第12条第1項の規定による破産手続の中止の爾後における進行に関連する第11条第2項及び第12条第2項の規定があげられる。
他には、旧法廃止による旧法の規定によってなした手続の効力について、なお効力を有するという注意規定があげられる。

##### 裁判所構成法戦時特例廃止法律に対応する規定
第四に、旧法と同期に制定され、同様の理由として廃止されるに至った裁判所構成法戦時特例について、その廃止法で規定される経過措置に対応させるための規定である。当規定に該当するものとして、裁判所構成法戦時特例第2条の区裁判所の事物管轄の範囲を2000円に拡張した規定に対する裁判所構成法戦時特例廃止法律附則第2項による当分の間効力を有することに対応する旧法第5条の訴訟物の価格算定に関する規定、裁判所構成法戦時特例第4条から第6条までに規定される二審制度（控訴の禁止と区裁判所が第一審の場合における上告裁判所は控訴院となる規定等）が裁判所構成法戦時特例廃止法律附則第5項によりこの規定により現に継続中の上告・抗告事件について廃止後もなお効力を有することに対応する旧法第10条の2及び第10条の3の規定があげられる。

### 議会での進行
上記の理由で議会に付託された当法案は、1945年（昭和20年）12月6日の貴族院本会議において読会制による第一読会が開かれ、当日入営者職業保障法及国民労務手帳法廃止法律案特別委員会に付託され、同日午後、裁判所構成法戦時特例廃止法律案と戦時刑事特別法廃止法律案と当法案は一括して審議されることになった。質疑では当法案についての質疑は無く、討論も意見が無く、当法案は原案通り可決された。12月8日に貴族院本会議に戻された同法案は、上記3法案と判事及検事の退職並に判事の転所に関する法律案、鉄道敷設法戦時特例廃止法律案の計5法案を一括して議題とすることとなった。当法案は異議無く第二読会が開かれ、変更もされず直ちに第三読会が開かれ、第二読会の決議通り異議無く可決されることとなった。
12月10日に貴族院から衆議院に送付された当法案は第一読会の本会議において入営者職業保障法及国民労務手帳法廃止法律案委員会に付託されることとなった。12月12日に当委員会で裁判所構成法戦時特例廃止法律案、戦時刑事特別法廃止法律案、判事及検事の退職並に判事の転所に関する法律案と当法案を一括して審議されることとなり、12月13日の同委員会で戦時の司法に対する質疑が行われたが、専ら刑事事件についてのみで、民事についての質問は無く、討論に付されることになった。日本社会党がこの四法案に賛成する旨をつげ討論は終了し、その後の採決では総員起立により当法案は可決されることとなった。
本会議に戻ってきた当法案は、委員会時の3法案に加え、入営者職業保障法及国民労務手帳法廃止法律案、昭和十二年法律第七十八号廃止法律案、映画法廃止法律案、鉄道敷設法戦時特例廃止法律案、防空法廃止法律案、大日本航空株式会社法廃止法律案、石油業法外十三法律廃止法律案、国家総動員法及戦時緊急措置法廃止法律案、戦争死亡傷害保険法及戦時特殊損害保険法廃止等に関する法律の計13法案に一括されて第一読会の続きが開かれた。当法案は異議無く第二読会が開かれ第三読会を省略し委員長報告通りこれを可決することになり、当法案は成立することに至った。

### 議会での質疑
当法案に対する質疑は両院とも上記のように特に質疑は行われなかった。

## 改正
当法律は3度にわたって改正がなされている。

### 民事訴訟法の一部を改正する法律による改正
民事訴訟法の一部を改正する法律（昭和23年法律第149号）では、戦後、民事訴訟法の応急措置として存在した法律の効力が失われるため、戦後の状況に恒久的に適応させるため改正を行ったものであり、旧法第5条の規定については別に定められることになった。そのため当改正法附則第7条により、本法附則第2項で当分の間なお効力を有するとした旧法第5条が削除された。

### 法務局及び地方法務局設置に伴う関係法律の整理等に関する法律による改正
法務局及び地方法務局設置に伴う関係法律の整理等に関する法律（昭和24年法律第137号）では、旧法第5章登記の第20条から第22条の規定について、不動産登記法及び非訟事件手続法にこれを規定することとした。当該第5章の規定は旧法が廃止されてから4年間の実績により大部分が恒久的なものとなったため、当改正法附則第3項により、本法附則第2項で当分の間なお効力を有するとした第20条から第22条の規定が削除された。

### 民事調停法による改正
調停事件についての規定が紛争の種類に応じて別々の法律で制定され旧法によって民事関係の紛争全般に拡充されていたという複雑な状況を改め、これらの調停法規を統合するため民事調停法（昭和26年法律第222号）が一般法として制定された。そのため、本法附則第2項で当分の間なお効力を有するとした旧法第14条から第19条までの規定が、民事調停法附則第4条により削除された。

## 最終改正以降
昭和26年の最終改正後、特に影響がある規定として本法附則第2項で定められている旧法第3条の新聞紙における裁判所の公告を取りやめたことがあげられる。(旧）破産法第115条には広告について、官報及び新聞紙をもってなすことを規定していたが、本法により旧法第3条が適用されるようになっていた。2004年に施行された（新）破産法では、新聞紙の規定は削除されている。現在において本法第3条が適用されるのは以下の公告である。
- 抵当証券法（昭和6年法律第35号）第10条第3項の公告（抵当証券法施行細則（昭和6年7月18日司法省令第22号）第69条による）
- 企業担保法（昭和33年法律第106号）第2章の裁判所がする公告（第13条第1項による）
- 船舶の所有者等の責任の制限に関する法律（昭和50年法律第94号）の公告（第14条第1項による）

接収不動産処理法10条3項